# École de guerre

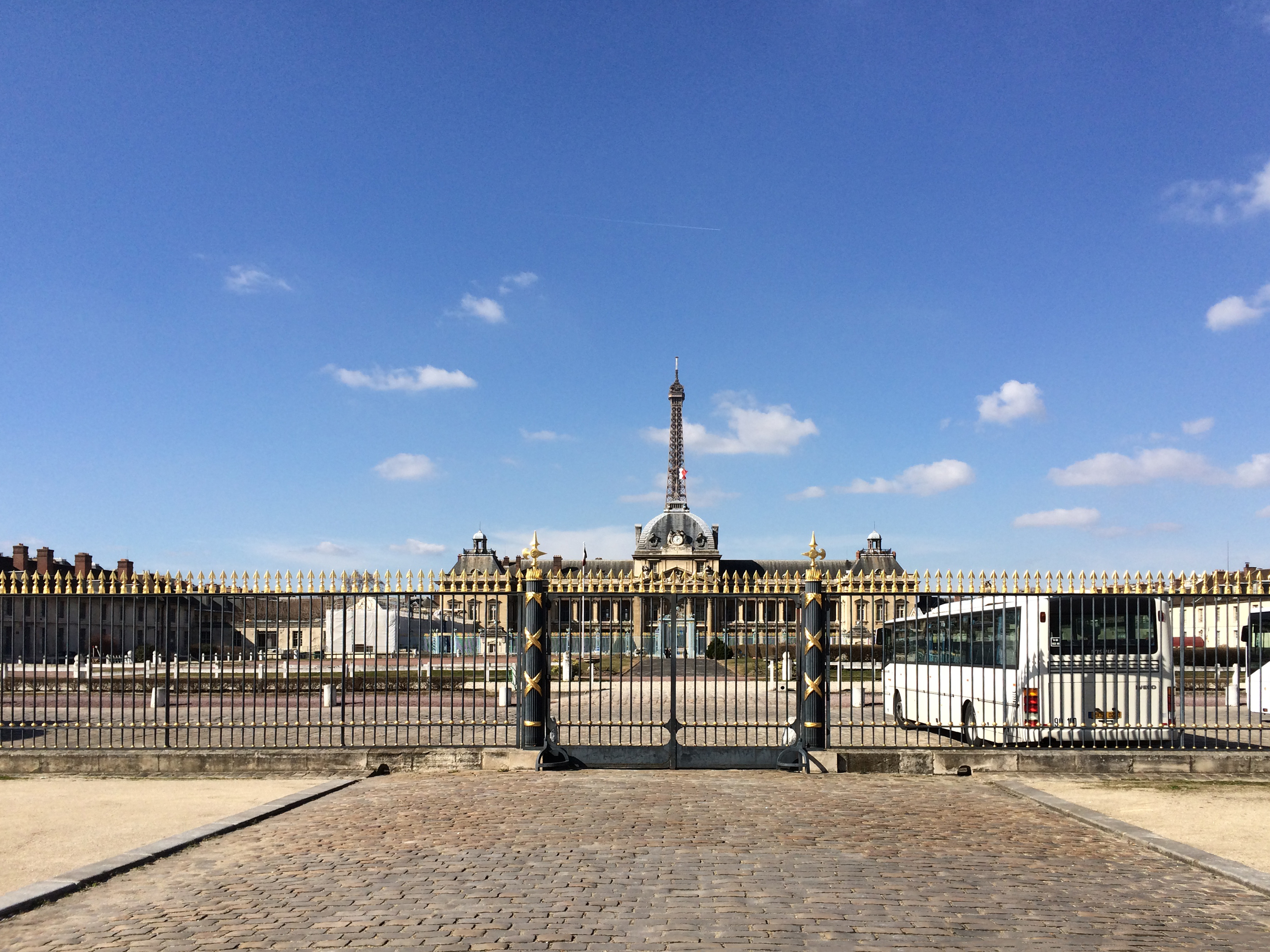
L'École militaire, siège de l'École de Guerre. Derrière elle, le Champ-de-Mars (non visible) et plus loin la tour Eiffel (visible à l'arrière-plan).

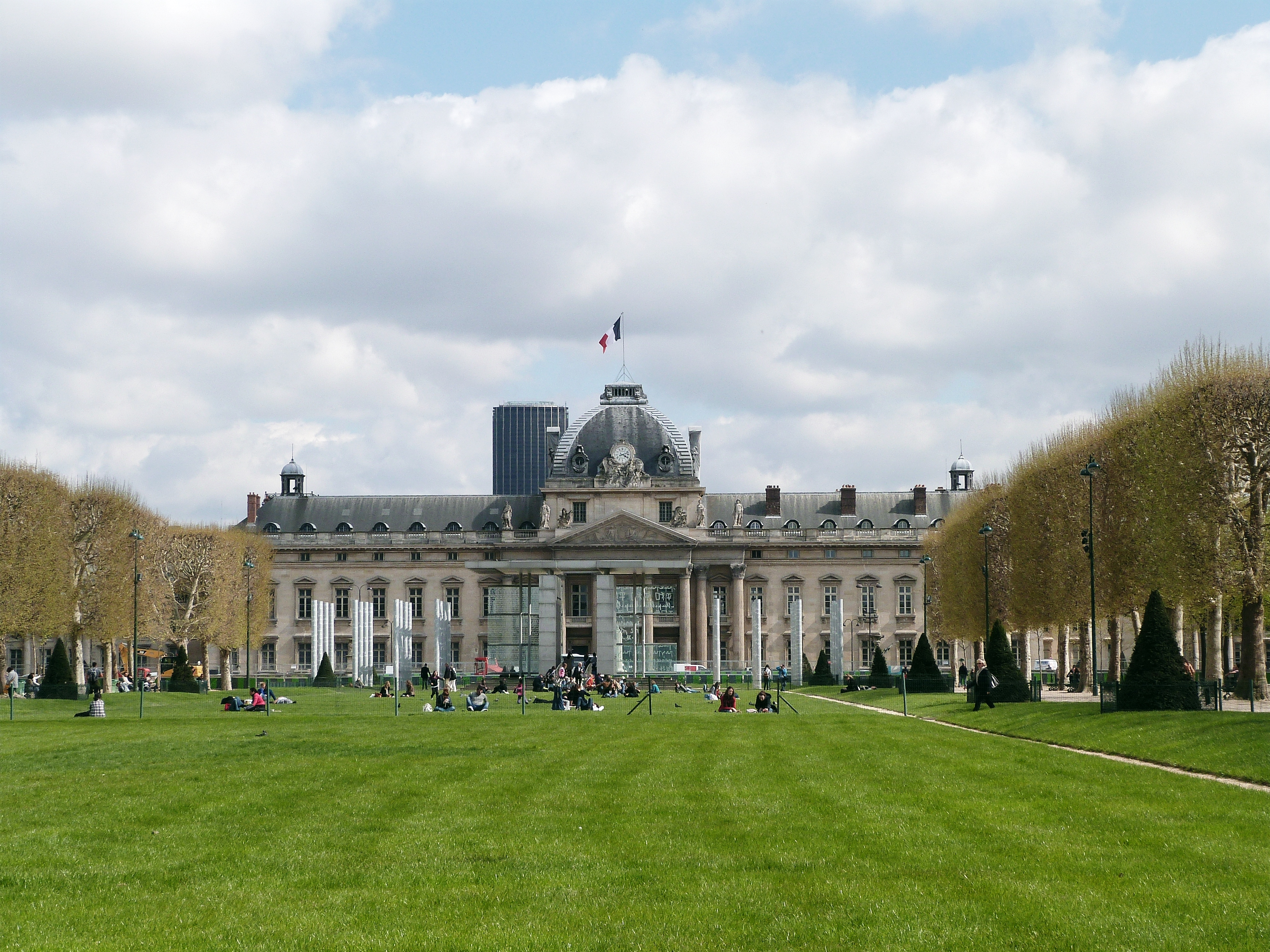
L'École militaire, vue du Champ-de-Mars.

Cet article possède un paronyme, voir École de guerre économique.
Pour les autres significations, voir École de guerre (Belgique).
L'École de guerre (EdG) est un établissement de formation des officiers supérieurs des forces armées françaises et des services de la Défense, installé dans les locaux de l'École militaire, Paris 7e.
Cet établissement supérieur retrouve en 2011 toutes les missions du Collège interarmées de Défense (CID) dont il est l'héritier, ce dernier ayant hérité en partie des missions de l'ancien Cours supérieur interarmées lors de sa création en 1993. L'École de Guerre actuelle bénéficie du prestige qui s'attachait à l'appellation de l'ancienne École supérieure de guerre, portée de 1873 à 1993, mais qui ne concernait que l'Armée de Terre. L'EdG relève de la Direction de l'enseignement militaire supérieur sous l'autorité du CEMA. Désormais au niveau interarmées, elle s'articule autour de différents domaines : management, stratégie, planification opérationnelle interarmées, culture générale, formation à l'étranger, etc.
Cette école forme annuellement près de 350 stagiaires provenant des armées (Terre, Air et Marine), de la Gendarmerie, des directions et services ainsi que des officiers supérieurs venant de pays alliés. Par ailleurs, des auditeurs libres sont conviés à suivre la formation. 
La sélection, propre à chaque armée, direction et service, consiste le plus souvent en une année de préparation, suivie d'une procédure d'admission écrite, puis pour les candidats admissibles, d'un grand oral. Ensuite, pendant un an, les officiers admis confortent leur culture générale militaire, se forment à la planification et à la conduite des opérations de niveau opératif, et affermissent leurs qualités de chef. À noter que les lauréats du concours école de Guerre peuvent avoir à suivre une formation militaire avant d'intégrer l'École de guerre. Par exemple, les officiers de l'Armée de Terre suivent au préalable une année de formation au sein de l'École de Guerre-Terre (EDG-T), afin de se préparer à la complexité moderne du combat terrestre et aéroterrestre, au niveau de la division et du corps d'armée.
La formation est sanctionnée par l'obtention du brevet d'études militaires supérieures (BEMS). Ce brevet est une condition sine qua non pour se voir confier un commandement de niveau régimentaire (un millier d'hommes - Terre), ou de commandement de niveau 3 (Marine), ou pour exercer des responsabilités équivalentes et être promu colonel ou capitaine de vaisseau.
L'école, forme également des officiers de réserve pour l'obtention du brevet technique interarmées de réserve (BTIAR).

## Mission
L'École de Guerre a pour vocation de préparer les officiers supérieurs à assumer des responsabilités d'état-major, de commandement et de direction au sein de leur armée d'appartenance, des organismes et états-majors interarmées ou interalliés et à tout autre poste où s'élabore et s'exécute la politique de défense.

## Organisation
Sous l’autorité d'un directeur (en principe niveau général de division), secondé par un général directeur de l'enseignement, l’École de guerre est organisée en pôles :
- un pôle « enseignement » : divisé en bureaux chargés de la formation dite académique, celle destinée à la formation militaire, et la formation à l'étranger (positionnée sous l'autorité de la DEMS) ;
- un pôle « encadrement » : les stagiaires sont répartis en groupes d'environ 16 à 17 stagiaires, chacun placé sous l’autorité d’un officier supérieur expérimenté qui assure la cohérence, la coordination, l'adéquation individualisée de l’enseignement ;
- un pôle « expertises transverses » : quatre bureaux pour assister le directeur de l'enseignement sur des thématiques spécifiques ;

Sous l'autorité du directeur :
- un pôle « coordination », dont le cabinet du directeur, pour assurer le fonctionnement pédagogique, administratif et matériel de l’École.
- un pôle « international », qui administre et suit la centaine d'officiers stagiaires étrangers et prépare pour le directeur toutes les activités internationales ;
- un pôle « externe », qui administre et assure le lien avec les universités partenaires et les journaux.

## Noms de baptême des promotions
De 1876 à 1993, les promotions de l'École supérieure de guerre ne portent pas de nom de baptême. Il se succède 106 promotions au cours de cette période. À la création du Collège interarmées de Défense (CID), un parrain n'est pas non plus attribué aux nouvelles promotions. C'est seulement en 2008 que s'ouvre cet usage au sein du CID. En 2017-2018, l'usage d'avant 2008 est remis en avant : ainsi, les 25e et 26e promotions ne reçoivent pas de nom de parrain.
- Avant : voir Promotions du Collège interarmées de Défense
- 18e (2010-2011) : Général de Gaulle
- 19e (2011-2012) : Maréchal Juin
- 20e (2012-2013) : Général de La Fayette
- 21e (2013-2014) : Ceux de 14
- 22e (2014-2015) : Maréchal Leclerc
- 23e (2015-2016) : Verdun
- 24e (2016-2017) : Général Gallois
- 25e (2017-2018) : 25e promotion
- 26e (2018-2019) : 26e promotion
- 27e (2019-2020) : 27e promotion
- 28e (2020-2021) : 28e promotion
- 29e (2021-2022) : 29e promotion
- 30e (2022-2023) : 30e promotion
- 31e (2023-2024) : 31e promotion

## Directeurs de l'EdG
Avant 2010 : voir Directeurs du Collège interarmées de défense.
- 2010-2012 : général de division aérienne Pascal Valentin (dernier directeur du CID en 2011) ;
- 2012-2014 : vice-amiral Marc de Briançon - directeur de l'enseignement : général de brigade Christian Beau ;
- 2014-2017 : général de brigade Hubert de Reviers de Mauny - directeur de l'enseignement : contre-amiral Loïc Finaz ;
- 2017-2020 : contre-amiral Loïc Finaz[7] ;
- 2020-2022 : général de division aérienne Jean-Marc Vigilant[8]
- Depuis le 1er août 2022 : général de division Philippe Pottier[9]

## Établissements équivalents dans d’autres pays

### Europe
Son équivalent est l'Académie de commandement de la Bundeswehr de Hambourg en Allemagne, le Joint Services Command and Staff College (en) au Royaume-Uni, la Escuela de Guerra en Espagne, et l'Istituto superiore di stato maggiore interforze (it) en Italie.

### États-Unis
Aux États-Unis, il s'agit du National War College.[réf. nécessaire]

### Afrique
- janvier 2005 : École Supérieure Internationale de Guerre de Yaoundé  (ESIG) (Cameroun)[10],[11]
- Septembre 2019 : Cours d’Études supérieures de Défense de Zambakro
- janvier 2020 : École de guerre de la RDC[12].